# Pierre Vigne
Pierre Vigne (20. srpna 1670, Privas – 8. července 1740, Rencurel) byl francouzský římskokatolický kněz, zakladatel kongregace Sester Nejsvětější svátosti. Katolická církev jej uctívá jako blahoslaveného.

## Život

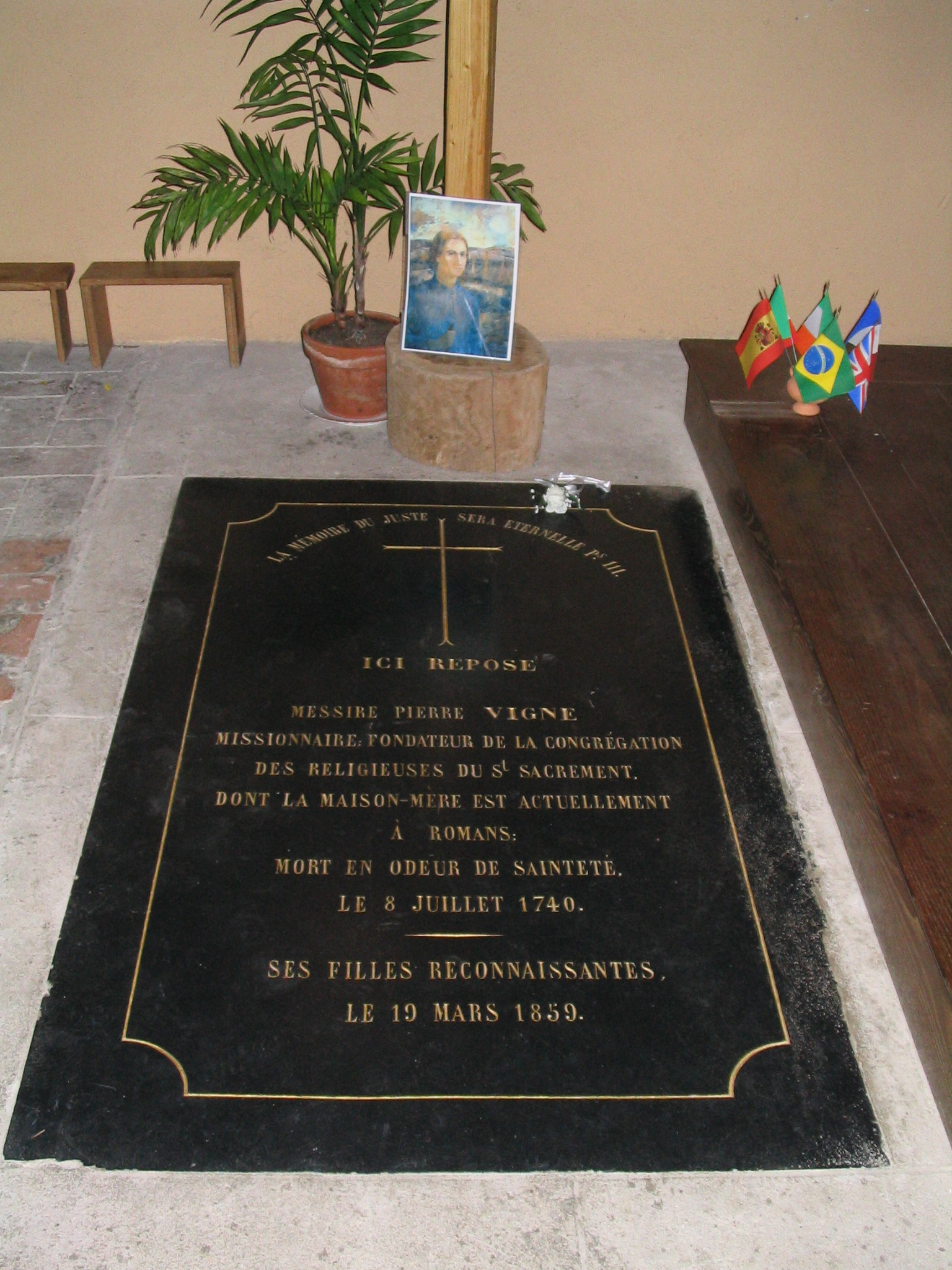
Jeho hrobka v kapli kostela v Boucieu-le-Roi

Narodil se dne 20. srpna 1670 v obci Privas jako jedno z pěti dětí Pierrea Vignea a Francesy Gautier. Dostalo se mu dobrého vzdělání a v mládí byl aktivní ve své farnosti. Měl velkou lásku k eucharistii a rozhodl se pro kněžský život.
Roku 1690 nastoupil na sulpiciánský seminář ve Viviers a dne 18. září 1694 byl v Bourg-Saint-Andéol vysvěcen na kněze pro diecézi vivierskou. Poté šest let sloužil jako farní kurát a v roce 1700 se připojil k misijní kongregaci vincentinů, kde působil jako misionář a kazatel. Roku 1706 opustil vincentiny a další tři desetiletí putoval po Francii, kdy kázal, sloužil mše svaté, navštěvoval nemocné a zpovídal na místech, která navštívil.
Dne 30. listopadu 1715 založil ženskou řeholní kongregaci Sester Nejsvětější svátosti. Zřídil také několik škol.
Zemřel dne 8. července 1740 v obci Rencurel. Pohřben je v kostele v Boucieu-le-Roi.

## Úcta
Dne 7. července 2003 jej papež sv. Jan Pavel II. podepsáním dekretu o jeho hrdinských ctnostech prohlásil za ctihodného. Dne 19. dubna 2004 byl uznán zázrak na jeho přímluvu, potřebný pro jeho blahořečení.
Blahořečen pak byl dne 3. října 2004 na Svatopetrském náměstí papežem sv. Janem Pavlem II.
Jeho památka je připomínána 8. července. Bývá zobrazován v kněžském oděvu. Je patronem jím založené kongregace.